# Городские населённые пункты Республики Алтай
Республика Алтай включает 1 городской населённый пункт — город республиканского значения, в рамках организации местного самоуправления образует отдельный городской округ.

## Город
| № | название      | город республиканского значения (городской округ) | население (чел.) | основан | статус города | герб | прежнее название                       |
| - | ------------- | ------------------------------------------------- | ---------------- | ------- | ------------- | ---- | -------------------------------------- |
| 1 | Горно-Алтайск | Горно-Алтайск                                     | ↘63 848          | 1824    | 1928          |      | до 1932 — Улала 1932-1948 — Ойрот-Тура |

## Бывшие посёлки городского типа
- Акташ — пгт с 1957 до 1994 года.

- Сёйка — пгт с 1966 до 1994 года.

- Чемал — пгт с 1970 до 1988 года.